# Дольный, Тадеуш
Таде́уш Бенеди́кт До́льный (пол. Tadeusz Benedykt Dolny; 7 мая 1958, Собутка, Польская Народная Республика) — польский футболист, защитник. Выступал за сборную Польши, бронзовый призёр чемпионата мира 1982 года.

## Карьера

### В сборной
В сборной Польши Тадеуш Дольный дебютировал 2 сентября 1981 года в товарищеском матче со сборной ФРГ, завершившимся поражением поляков со счётом 0:2. В 1982 году Дольный, имевший в активе всего четыре матча за сборную отправился на чемпионат мира, весь турнир он просидел в запасе. На том чемпионате поляки завоевали бронзовые медали, обыграв в матче за третье место сборную Франции со счётом 3:2. Своё последнее выступление за сборную Дольный провёл 4 сентября 1985 года в товарищеском матче со сборной Чехословакии, до этого он не вызывался в сборную на протяжении трёх лет, тот матч завершился поражением поляков со счётом 1:3. Всего же за сборную Тадеуш Дольный сыграл 7 матчей.

## Достижения

### Командные
Сборная Польши
- Бронзовый призёр чемпионата мира: 1982

 «Гурник» (Забже)
- Бронзовый призёр чемпионата Польши: 1977
- Чемпион второго дивизиона чемпионата Польши: 1979
- Обладатель Кубка польской лиги: 1978
- Итого: 2 трофея

## Статистика в сборной
| № | Дата             | Место проведения | Соперник     | Счёт | Голы | Турнир                    |
| 1 | 2 сентября 1981  | Хожув            | ФРГ          | 0:2  | -    | Товарищеский матч         |
| 2 | 23 сентября 1981 | Лиссабон         | Португалия   | 0:2  | -    | Товарищеский матч         |
| 3 | 15 ноября 1981   | Вроцлав          | Мальта       | 6:0  | -    | Отборочный матч к ЧМ 1982 |
| 4 | 18 ноября 1981   | Лодзь            | Испания      | 2:3  | -    | Товарищеский матч         |
| 5 | 31 августа 1982  | Париж            | Франция      | 4:0  | -    | Товарищеский матч         |
| 6 | 8 сентября 1982  | Куопио           | Финляндия    | 3:2  | -    | Отборочный матч к ЧЕ 1984 |
| 7 | 4 сентября 1985  | Брно             | Чехословакия | 1:3  | -    | Товарищеский матч         |

Итого: 7 матчей; 3 победы, 4 поражения.
| Год   | Отборочные матчи ЧМ | Отборочные матчи ЧМ | Отборочные матчи ЧЕ | Отборочные матчи ЧЕ | Товарищеские матчи | Товарищеские матчи | Итого | Итого |
| Год   | Игры                | Голы                | Игры                | Голы                | Игры               | Голы               | Игры  | Голы  |
| ----- | ------------------- | ------------------- | ------------------- | ------------------- | ------------------ | ------------------ | ----- | ----- |
| 1981  | 1                   | 0                   | 0                   | 0                   | 3                  | 0                  | 4     | 0     |
| 1982  | 0                   | 0                   | 1                   | 0                   | 1                  | 0                  | 2     | 0     |
| 1983  | 0                   | 0                   | 0                   | 0                   | 0                  | 0                  | 0     | 0     |
| 1984  | 0                   | 0                   | 0                   | 0                   | 0                  | 0                  | 0     | 0     |
| 1985  | 0                   | 0                   | 0                   | 0                   | 1                  | 0                  | 1     | 0     |
| Итого | 1                   | 0                   | 1                   | 0                   | 5                  | 0                  | 7     | 0     |